# Baladine Klossowska
Baladine Klossowska (nacida en 1886 como Elisabeth Dorothea Spiro, muerta en 1969) fue una pintora de origen judío polaco. Fue la madre del pintor Balthus y del escritor Pierre Klossowski, y la última amante del poeta Rainer Maria Rilke.
Nacida Elisabeth Dorothea Spiro en Breslau, Alemania (en español, Breslavia y actualmente y desde la Segunda Guerra Mundial, Wrocław, ciudad de Polonia), en una familia judía; su padre, Abraham Beer Spiro, era un jazán (cantor que dirige a los fieles durante las oraciones en la sinagoga), que trasladó a su familia de Korelichi en Navahrudak en la Gobernación de Minsk a Breslau en 1873. En Breslau, fue nombrado jefe cantor de la Sinagoga de la Cigüeña Blanca – una de las dos sinagogas principales de la ciudad.
Se casó con el pintor e historiador del arte Erich Klossowski; el matrimonio se mudó a París, donde nacieron sus hijos; Pierre en 1905 y Balthasar en 1908. Elisabeth Spiro Klossowski siguió su propia carrera pictórica bajo el nombre de Baladine Klossowska; prefería la vida en Francia y vivió allí la mayor parte de su vida posterior.
Los Klossowski se vieron forzados a dejar Francia en 1914, con el inicio de la Primera Guerra Mundial, debido a sus pasaportes alemanes. La pareja se separó permanentemente en 1917; Klossowska se llevó a sus hijos a Suiza. Se instalaron en Berlín en 1921 debido a presiones financieras. La madre y los hijos regresaron a París en 1924, donde los tres vivieron entre estrecheces económicas, a menudo dependiendo de la ayuda de amigos y parientes.
Klossowska conoció al poeta austríaco Rainer Maria Rilke (1875-1926) en 1919. Por entonces, Rilke estaba saliendo de una grave depresión que había limitado su escritura a poemas sueltos, y una gran cantidad de cartas, por varios años durante y después de la Primera Guerra Mundial. Los dos mantuvieron una intensa pero episódica relación romántica que duraría hasta la muerte de Rilke de leucemia en 1926.  
Klossowska ayudó a Rilke a establecer su residencia en Suiza, y probó ser una fuerza estabilizadora - a pesar de la intensidad de su propia relación - durante un periodo en que Rilke buscaba la estabilidad por encima de todo. Sus hijos desarrollaron una buena relación con Rilke, y Balthasar publicó su primer libro de acuarelas sobre un gato perdido, Mitsou, con texto de Rilke. En 1921, Rilke escribió en lo que llamó «una salvaje tormenta creativa» sus dos colecciones más importantes de poesía, las Elegías de Duino y los Sonetos a Orfeo, ambos publicados en 1923. Durante su idilio, Rilke llamaba a Klossowska de manera cariñosa "Merline" en su correspondencia— publicada por primera vez en 1954.